# Арсений Пловдивски
Арсений е виден български православен духовник, пловдивски митрополит на Българската православна църква от 1987 до 2006 година.

## Биография
Арсений е роден със светското име Ангел Богоев Чакандраков на 29 юли 1932 година в село Узун Кърово, Пловдивски окръг. След завършване на основното образование през 1945 г., той постъпва в Пловдивската духовна семинария, която завършва в 1951 г. Приет е в Софийската духовна академия. След завършване на академията през 1955 г. е назначен за послушник и помощник-библиотекар в Рилския манастир. На 2 юни 1956 г. е постриган за монах с името Арсений от тогавашния игумен епископ Варлаам Стобийски, под духовното старчество на архимандрит Климент Рилец, а на 10 юни 1956 е ръкоположен за йеродякон. От 1957 до 1959 г. е на специализация в Московската духовна академия. На 18 октомври 1958 година патриарх московски и на цяла Русия Алексий I го ръкополага за йеромонах.
След завръщането си в България и до есента на 1961 година служи като помощник-библиотекар, ефимерий и екскурзовод в Рилския манастир. На 23 юли 1961 г. по предложение на манастирския събор и решение на Св. Синод е възведен в архимандритско достойнство от Неврокопски митрополит Пимен. От 1 септември 1961 г. до края на 1962 г. е учител-възпитател в Софийската духовна семинария, а от 1 януари 1963 г. е назначен за протосингел на Врачанската митрополия. От 1 януари 1968 г. до 30 март 1969 г. е протосингел на Врачанската митрополия. Едновременно с това е специализант в Богословския факултет на Хумболтовия университет в Берлин.
След края на специализирането си в Берлин, на 30 март 1969 г. архимандрит Арсений е хиротонисан в патриаршеската катедрала „Св. Александър Невски“ за стобийски епископ и става викарий на Врачанската митрополия. От 1 април 1969 г. до лятото на 1974 г. епископ Арсений е викарий на Врачанския митрополит Паисий. След смъртта на последния е избран през същата година за Врачански митрополит, но с намесата на властта Св. Синод касирал избора и епископ Арсений е пратен на заточение в Бачковския манастир.
Оттам по предложение на патриарх Максим след няколко години е изведен и назначен за викарий на митрополит Софроний Доростолски и Червенски, а после – от 1 август 1977 г. до края на 1979 г. е игумен на Троянския манастир. От 1 януари 1980 г. до ноември 1982 г. е главен секретар на Светия синод на Българската православна църква. От 1 декември 1982 г. е викарий на митрополит Варлаам Пловдивски, който пост заема до ноември 1986 г. На 1 февруари 1987 г. е избран, а на 8 февруари същата година е канонически утвърден за пловдивски митрополит.
По време на посещението на папа Йоан Павел II в Пловдив през 2002 г., присъства на светата евхаристия, отслужена от римския епископ.
Почива на 74-годишна възраст от инфаркт на миокарда на 13 октомври 2006.